# Пистолькорс, Александр Александрович
Александр Александрович Пистолькорс (28 сентября [10 октября] 1896, Москва — 23 марта 1996, Москва) — советский и российский учёный в области радиотехники и антенн, лауреат Ленинской премии (1961), Член-корреспондент АН СССР (1946), заслуженный изобретатель РСФСР (1972), доктор технических наук, профессор.

## Биография
Происходит из дворянского рода Пистолькорс.
С радиотехникой познакомился в Первую мировую войну в Офицерской электротехнической школе в Петербурге и затем на Кавказском фронте, где работал в качестве начальника радиостанции.
В годы Гражданской войны с августа 1918 , когда г. Баку был временно оккупирован войсками интервентов, в нём более полугода действовала подпольная радиотелеграфная станция, поддерживавшая связь с советским правительством. А. А. Пистолькорс работал на этой станции радистом. Командование Красной Армии наградило за это А. А. Пистолькорса именными часами.
В 1923 поступил в Московское высшее техническое училище, которое окончил в 1927 году. В 1926—1928 годах работал в Нижегородской радиолаборатории (НРЛ). С февраля 1926 г. работал лаборантом, затем старшим лаборантом, и с декабря 1927 г. — инженером-руководителем; занимался теорией и практикой коротковолновых антенн. За этот период напечатал шесть статей в журнале «Телеграфия и телефония без проводов» (ТиТбп). В январе 1929 г. вместе с другими сотрудниками НРЛ перешёл в Центральную радиолабораторию (ЦРЛ) Электротехнического треста заводов слабого тока в Ленинграде, где проработал до 1942 г. Одновременно преподавал в Ленинградском электротехническом институте и Ленинградском институте инженеров связи (1931—1945). В 1945—1950 — профессор Московского института инженеров связи. С 1947 г. работал в НИИ-17.
Похоронен на Хованском кладбище.

## Вклад в науку
Предложил и развил ряд фундаментальных методов теории антенн: метод расчёта сопротивления излучения сложных антенн (метод наведённых эдс), разработал теорию двухпроводных несимметричных линий и расчёта антенн по заданной диаграмме направленности, принцип двойственности и теорию щелевых антенн. Им предложен ряд новых типов антенн, в том числе согнутый вибратор, получивший название петлевой или шлейф-вибратор Пистолькорса, широко применяемый в телевизионных приёмных антеннах. Ему также принадлежат работы в других областях радиотехники, в частности, им предложен метод фазового телеграфирования.

## Премии и достижения
В 1956 за выдающиеся работы в области радиотехники была присуждена Золотая медаль им. А. С. Попова. Лауреат Ленинской премии (1961), награждён орденом Ленина, Орденом Трудового Красного Знамени, Орденом «Знак почёта» и медалями.

## Работы
- Пистолькорс А. А. Приемные антенны. — М.: Связьтехиздат, 1937. — 287 с.
- Пистолькорс А. А. Антенны. — М.: Связьиздат, 1947. — 480 с.